# Hua fei man cheng chun
Hua fei man cheng chun – hongkoński film komediowy z 1975 roku w reżyserii Mu Zhu.
Film zarobił 1 062 710 dolarów hongkońskich w Hongkongu.

## Obsada
Źródło: Filmweb

- Jackie Chan – Hsiao Tang
- Sammo Hung
- Wen Hsia – Hu Chu-hsi
- Lan Huang
- Wei-yun Huang
- Cho-Cho Lai – babunia
- Wei Lieh Lan
- Yat Fan Lau – Hu Yi-yuan
- Ta Lei – doktor ze wschodu
- Wen Tai Li
- Lan-Shi Liang
- Han Lo
- Chien Tang Ma
- Jen-ching Mi
- Lan Mi – Hsiao Ling-tzu
- Sha-fei Ouyang
- Yu Pai
- Lydia Shum
- Chiang Su – szef Ma
- Lan Sun
- Han Chen Wang – Hu Wan-nien
- Lai Wang – Hu Chou-hsi
- Shen Wang – Wang Lao-san
- Ying Wang – Chang Dai-ma
- You-Hao Wang
- Hsiu Wen – Dai So
- Chia-hsiang Wu
- Ingrid Hu Yin-Yin – Hu Sze-hsi
- Chien Yu
- Dean Shek – Hu Erh-yuan
- Hsi Chang – ksiądz
- Mei-lan Chen – Hu Lai
- Yung-hua Chen – Hu Sung
- David Cheng
- Kwan-Min Cheng
- Li-Li Cheng – Hu Chin
- Lung Chiang
- Nan Chiang
- Chun Chin
- Di Chin
- Hsin Chin – Chou Chi-sheng
- Pi-pao Dai – bileter
- Yi Feng
- Kang Ho
- Li Jen Ho – Stray człowiek Ho
- Yun Ho – lekarz z zachodu
- Carter Wong (gościnnie)
- James Tien
- Chuan Chin